# Huaca Casa Rosada
Huaca Casa Rosada es un sitio arqueológico ubicado en el distrito de San Miguel, en la ciudad de Lima, capital del Perú. Ocupa alrededor de 5300 metros cuadrados en plena zona urbana. Presenta ocupaciones que van desde fines del horizonte medio hasta el horizonte tardío. También fue ocupada durante el periodo colonial y republicano.

## Ubicación
La Huaca Casa Rosada se encuentra entre las calles Prolongación Cusco, pasaje Rosario Araoz y Prolongación Ayacucho del distrito de San Miguel, en Lima, Perú.

## Historia
El sitio arqueológico presenta una estructura de forma cuadrada de aproximadamente 36 metros de lado y de entre 3 y 4 metros de altura, formada por tapiales y adobones para formar una plataforma elevada con rampas de acceso. Presenta ocupaciones que van desde fines del horizonte medio hasta el horizonte tardío, pasando por el Intermedio Tardío en que pertenecía al complejo arqueológico Maranga, sujeto al Señorío Ichma. Se desconoce el uso de la plataforma durante este período. 
Hasta mediados de la década de 1970, la Huaca Casa Rosada se encontraba en un gran campo de cultivo, y paralelos a sus lados norte y oeste habían acequias de regadío, lo cual deterioró la parte baja de la huaca. 
La huaca presenta estructuras de adobón que se rellenaron con tierra y fragmentos de muro para servir de base a la casa republicana, conocida como “Casa Rosada”, hecha con paredes de quincha y madera. Esta casa era de planta cuadrada y su estructura era de postes sobre Roble blanco y Roble mulato que provenían probablemente de Guayaquil, Ecuador, e incluía algunas piezas menores en madera de huarango. A pesar de ser una construcción de un solo piso, la quincha usada era del tipo que se usaba en construcciones en segundo y tercer nivel. El acabado exterior estaba hecho de  una torta a base de lodo recubierta con pintura de color rosado.
La “Casa Rosada” se conservaba en buen estado hasta mediados de la década de 1980. Lamentablemente, a consecuencia de la urbanización de la zona, conocida como “Urbanización Pando, segunda etapa”, se lotizaron los terrenos aledaños y para la construcción de las nuevas viviendas se utilizaron las vigas y columnas de la Casa Rosada como material de construcción, destruyendo totalmente los vestigios republicanos.
El 4 de diciembre de 2003, mediante Resolución Directoral Nacional n.º 879, el Instituto Nacional de Cultura (INC) declaró a Huaca Casa Rosada como Patrimonio Cultural de la Nación.
En 2004, siendo Salvador Heresi alcalde del distrito de San Miguel, se cercó el perímetro del sitio arqueológico y se llevó a cabo una limpieza del lugar así como la consolidación de los muros. A pesar de estar cercada, la Huaca Casa Rosada sufrió un período de abandono hasta que en julio de 2024, gracias a una iniciativa de un colectivo de vecinos y siendo Eduardo Bless alcalde del distrito de San Miguel, se procedió a la limpieza, iluminación y puesta en valor como un lugar para la realización de actividades culturales.

## Hallazgos
Durante las excavaciones arqueológicas llevadas a cabo entre 1973 y 1974, por parte del Seminario de Arqueología de la Pontificia Universidad Católica del Perú, se pudieron encontrar fragmentos de cerámica torneada y vidriada, lozas y cerámica fina importada de los siglos XVI-XVIII. En particular, se encontraron fragmentos de loza francesa con motivos florales pintados en líneas finas en tono azul sobre fondo blanco, de espesor de 5 mm. También se encontraron abundantes fragmentos de vidrio de color verde oscuro y café, fabricados con la técnica de soplado sin molde, y botellas de color verde de vino francés. La cerámica vitrificada que se encontró presentaba motivos múltiples en colores verde y azul, similar a los encontrados en la Huaca Palomino, y algunos en tonos marrón y verde con morado, únicos en la zona de Pando. Durante las excavaciones a principios de los años 2000 se encontraron compartimientos hechos de muros de tierra apisonada en la parte superior de la construcción, debajo de la casa republicana, y se determinó que la escalera que va desde el nivel del suelo a la parte superior es de período colonial-republicano.

## Galería
|                                       |
| Huaca Casa Rosada en 1972 (foto PUCP) |

|                           |
| Huaca Casa Rosada en 2019 |

|                         |
| Puesta en valor en 2024 |